# Bruce Swedien
Bruce Swedien, född 19 april 1934 i Minneapolis, Minnesota, död 16 november 2020 i Gainesville, Florida, var en amerikansk ljudtekniker. Han var svenskättling med ursprung från Stöde i Medelpad. Swedien är mest känd för att ha mixat och varit ljudtekniker på de flesta av Michael Jacksons album. På Dangerous-albumet är Swedien medkompositör till låten "Jam".
Bruce Swedien utsågs till filosofie hedersdoktor vid Luleå tekniska universitet 2001.
Swedien avled den 16 november 2020, 86 år gammal.